# الإلحاد في عصر التنوير
إن الإلحاد وفقاً للتعريف الوارد في موسوعة أو قاموس مرشد للعلوم والفنون والمهن لديدرو ودالمبير هي «رأي هؤلاء ممن ينكرون وجود إله في العالم. لا يشكل الجهل البسيط بإله إلحاداً. كي يحمل المرء لقب الإلحاد البغيض وجب عليه أن يكون عالماً بمفهوم الإله ورافضاً له.» أصبح الإلحاد المُعلن والصريح ممكناً خلال حقبة عصر التنوير بعد نمو التسامح الديني.
وقد راج توجيه الاتهامات بالإلحاد، دون أن يكون معظم من اتهمهم رفاقهم بالإلحاد في حقيقة الأمر ملحدين. يظهر أن
دي هولباخ وديدرو كانا من ضمن فئة قليلة جداً من الملحدين المعروفين علناً في أوروبا خلال تلك الحقبة. نُظر إلى توماس هوبز على نطاق واسع كملحد نسبةً لتفسيره المادي للإنجيل —وصفه صديقه السابق هنري هاموند في رسالة بأنه «مسيحي ملحد.» تعرض ديفيد هيوم لاتهامات بالإلحاد عن كتاباته حول «التاريخ الطبيعي للدين»، اُتهم بيير بايل بالإلحاد بعد دفاعه عن إمكانية وجود مجتمع إلحادي أخلاقي في منشوره بعنوان «قاموس نقدي». كما اُعتبر باروخ سبينوزا ملحداً وبصورة متكررة نتيجة اعتقاده بالواحدية. في حين دافع جميع هؤلاء الشخصيات الثلاثة سالفة الذكر عن أنفسهم ضد هذا الاتهام.

## تنامي التسامح
كانت أوروبا خلال حقبتي الإصلاح والإصلاح المضاد «مجتمعاً مُضطهِداً» لم يتسامح مع الأقليات الدينية أو مع الإلحاد. كان تأييد التسامح الديني ضعيفاً خلال أوائل القرن الثامن عشر حتى في فرنسا حيث تم إقرار صلح نانت عام 1598، والذي أُلغي عام 1685. اهتمت الدول بصيانة التماثل الديني لسببين اثنين: الأول هو اعتقادهم أن الجماعة الدينية التي اختاروها كانت الطريق إلى الله واعتبروا الأديان الأخرى مهرطقة، أما السبب الثاني فتمثل فيما شكلته الوحدة الدينية من ضرورة للحفاظ على الاستقرار السياسي والاجتماعي. كان نمو التسامح نتيجة للدوافع السياسية البراغماتية فضلاً عن المبادئ التي تبناها فلاسفة التنوير.
وقد مثّل الدين موضوعاً مركزياً للحوار خلال معظم القرن الثامن عشر. فكان موضوعاً للنقاش والتداول في المقاهي ومجتمعات التنوير الأوروبية وموضوعاً خلافياً بين الفلاسفة. يصف مايكل جاي باكلي نمو التسامح والتسامح تجاه الإلحاد كرد على العنف الديني خلال السنوات المنصرمة من تهجير لطائفة الهوغون من فرنسا ومحاكم التفتيش الإسبانية ومحاكمات الساحرات والحروب الأهلية في كل من إنجلترا وسكوتلندا وهولندا. يعتقد باكلي أن «حالة الحرب الدينية افقدت الثقة بشكل غير قابل للنقض للأولوية المذهبية في الشعور النامي المُتعلّمن لمعظم الثقافة الأوروبية.» ردد صدى هذه النظرة راي بورتر وأوله بيتر بريل. في حين تشير ماريسا لينتون إلى شيوع المفهوم القائل بأن التنوع الديني قد يقود إلى اضطراب واندلاع حرب أهلية محتملة.
وفقاً لجاستن تشامبيون، لم يكن السؤال في إنجلترا حول تحديد الحقيقة الدينية لوجود الله من عدمه بل دار السؤال حول فهم كيف استطاع الكهنة من كسب السلطة التي مكنتهم من تحديد ما كان مقبولاً كحقيقة. المتطرفون المناصرون للجمهورية من أمثال هنري ستاب وتشارلز بلونت وجون تولاند فهموا الدين كمؤسسة اجتماعية وثقافية بدلاً من فهمها كمجموعة من المبادئ العُليا. وقد كانوا متحفزين بصورة أساسية لوجود الاحتيال الكهنوتي أو «مناورات الكهنة ومكائدهم». يتضمن النصف الثاني من كتاب لفياثان لتوماس هوبز مثالاً على هذا النوع من الفكر المناهض لسلطة رجال الدين. هوبز وتولاند وكُتاب آخرون ممن عارضوا تدخل رجال الدين في تلك الحقبة فهموا الدين من سياقه التاريخي. عبر نظرتهم التي فصلوا فيها ما بين الحقيقة الدينية والكنيسة مساعدين بذلك على تمهيد الطريق نحو مزيد من المخالفة الدينية.
كانت فرنسا ملكية مطلقة نُظر للملك فيها كحاكم بحق إلهي. ساد الاعتقاد عموماً بوجوب تشارك الشعب الفرنسي للآراء الدينية. منحَ صلح نانت التسامح لأقلية الهوغون في فرنسا بيد أنه أُبطل عام 1685. ترى ماريسا لينتون أن مساهمات الفلاسفة ساعدت على ازدياد التسامح الفرنسي إلى حد ما، كما لعبت نشاطات الهوغون الفرنسيون دوراً أيضاً: فبدأوا بممارسة العبادة على نحو أكثر علنية في المناطق النائية بفرنسا، ويحتمل أن يكون ولائهم المستمر للتاج الفرنسي عشية وخلال حرب السنوات السبع قد ساعد على التخفيف من شكوك الملك حول إيمانهم. بدأ المثقفون الينسينيين خلال منتصف القرن الثامن عشر حملة للتسامح الديني للكالفينيين. ترى لينتون أن هذه الأسباب مجتمعةً بدلت الرأي العام باتجاه التسامح الديني. لم يلاقي التسامح الديني قبول الجميع، على سبيل المثال أدان آبي هوتفيل ازدياد التسامح في فرنسا لإضعافه للسلطة الكنائسية وتشجيعه على اللادين. في حين أقام لويس السادس عشر عام 1787 صلحاً للتسامح يعترف بحقوقهم المدنية في الزواج والتملك، رغم رفض الحق الرسمي للعبادة كما لم يكونوا قادرين على شغل مناصب عامة أو أن يصبحوا معلمين. لم يُمنح التسامح الديني الكامل تجاه البروتستانت حتى الثورة الفرنسية.
اختزل التسامح في فئتين مختلفتين. كان «الوجه المقبول» للتسامح بصورة أساسية هو النظرة السائدة في حرية العبادة والتعايش السلمي لكنائس مختلفة. دعم هذه النظرة كل من كانت ولوك وفولتير وهيوم باعتباره مظهر عام للتنوير. اختلفت نظرة التنوير المتطرف للتسامح من جهة أخرى؛ فطالب دعاتها المتطرفون بحرية الفكر وحرية التعبير عوضاً عن إقامة التعايش السلمي بين الجميع. صيغت هذه الحركة عبر الشخصيات معروفة بشكل أقل وهي دي هولباخ وديدرو وكوندروسيه وتحديداً سبينوزا الذي قدم جوهر هذه الفئة. فيما كان المنطق بمقام عالي لدى المتطرفين، أبقى المفكرون المعتدلون على وجوب بقاء المنطق في حدود الإيمان والتقليد. ومعاً ألّفت هاتين النظرتين المختلفتين للتنوير مفاهيم متناقضة بشدة حول مفهوم التسامح.

### كاتبون حول التسامح
دعى الفيلسوف الهولندي سبينوزا إلى الحرية الفردية في التعبير عن المعتقدات الشخصية، والانصراف عن التجمعات الدينية الكبيرة إلّا تلك المنتمية إلى جزء من دين دولة إلهي متصف بالمثالية. رأى سبينوزا في حرية الفكر والتعبير قيماً جوهرية للتسامح —وعليه فقد عارض سبينوزا الرقابة. لخص جوناثان إيزريل موقفه على أن القوانين المناهضة للتسامح كانت مختلقة «لمنفعة شخصية لكنها كلفت الدولة والشعب الكثير»، وأدت هذه القوانين إلى تفاقم الصراع الديني عوضاً عن التخفيف من حدته. بنى سبينوزا نظرياته حول التسامح اعتماداً على حرية التفكير وليس على حق العبادة، فتأسست هذه النظريات تبعاً لمبادئ فلسفية وليس اعتماداً على أي تفسير لنص مقدس. وبالتالي دعى سبينوزا أساساً للتسامح للجميع وشمل ذلك الملحدين والكاثوليك واليهود.
سار فولتير على خطى جون لوك في مقالته بعنوان «أطروحة حول التسامح» عام 1763، فرأى أن التسامح يسمح بالتواصل والعلاقات الحسنة بين الطوائف المختلفة في السوق. فإن السماح بعودة الهوغون لفرنسا من شأنه تعزيز اقتصاد البلاد. لم يكن فولتير الوحيد الذي أيد وجهة النظر هذه.
مال المعارضون نحو خلط وجهات النظر المُفضِلة للتسامح تحت عنوان معاداة التقليدية الخطيرة والإلحاد، رغم تعدد طوائفهم ووجهات نظرهم المختلفة كلياً.

## مزيد من القراءة
- Atheism in France, 1650–1729: The Orthodox Sources of Disbelief, Alan Charles Kors
- The System of Nature, Baron D'Holbach
- Denying and Disclosing God: The Ambiguous Process of Modern Atheism, Michael J. Buckley, S.J.
- Toleration in Enlightenment Europe, edited by Ole Peter Grell and Ray Porter
- Atheism from the Reformation to the Enlightenment, edited by Michael Hunter and David Wooton